# Josiah Wedgwood, 1. Baron Wedgwood

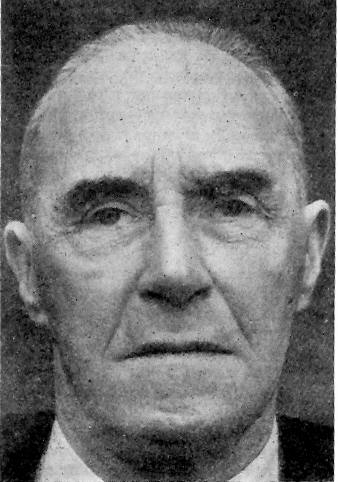
Josiah Wedgwood, 1. Baron Wedgwood

Josiah Clement Wedgwood, 1. Baron Wedgwood, PC, DSO (* 16. März 1872 in Barlaston, Staffordshire; † 26. Juli 1943) war ein britischer Offizier und Politiker der Liberal Party sowie später der Labour Party, der zwischen 1906 und 1942 Mitglied des Unterhauses (House of Commons) sowie vom 23. Januar bis zum 4. November 1924 Kanzler des Herzogtums Lancaster
(Chancellor of the Duchy of Lancaster) im ersten Kabinett MacDonald war. Im Jahr 1943 wurde er als 1. Baron Wedgwood, of Barlaston, in the County of Stafford, in den erblichen Adelsstand der Peerage of the United Kingdom erhoben und gehörte dadurch bis zu seinem Tode 1943 dem Oberhaus (House of Lords) als Mitglied an.

## Leben

### Familiäre Herkunft

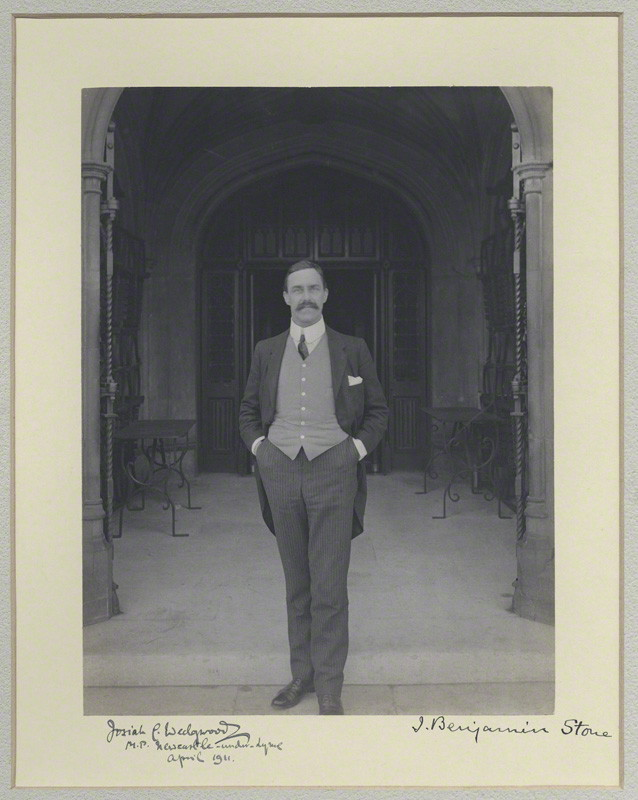
Josiah Wedgwood (Fotografie von John Benjamin Stone, 1911)

Josiah Clement Wedgwood, der auch Josiah Wedgwood IV genannt wurde, war das dritte von sechs Kindern des Töpfereiunternehmers Clement Francis Wedgwood und dessen Ehefrau Catherine Emily Rendel. Sein Großvater war der Töpfereiunternehmer Francis Wedgwood und Großvater mütterlicherseits der Ingenieur James Meadows Rendel. Sein Urgroßvater war der Töpfereiunternehmer Josiah Wedgwood II, der zwischen 1832 und 1834 ebenfalls Mitglied des Unterhauses war und sich in der Abolitionismus-Bewegung zur Abschaffung der Sklaverei sowie für das Reform Act 1832 zur Änderung der Wahlkreiseinteilung engagierte. Sein Ururgroßvater war schließlich der Töpfer Josiah Wedgwood I, der das Töpfereiunternehmen der Familie gründete und sich ebenfalls für die Abschaffung der Sklaverei einsetzte. Durch die Ehe seiner Tochter Susannah Wedgwood mit dem Arzt Robert Darwin war er zudem ein Großvater von Charles Darwin.
Zu seinen vier Brüdern gehörten Francis Hamilton Wedgwood, der Friedensrichter sowie Deputy Lieutenant der Grafschaft Staffordshire war, Ralph Wedgwood, 1. Baronet, der zwischen 1923 und 1939 erster Chief Executive Officer der London and North Eastern Railway war und Arthur Felix Wedgwood, der als Hauptmann des 5th North Staffordshire Regiment im Ersten Weltkrieg fiel. Seine einzige Schwester Cecily Frances Wedgwood war mit dem späteren Generalmajor Arthur Wigram Money verheiratet, verstarb allerdings 1904 im Alter von 28 Jahren. Sein zweitältester Bruder Clement Henry Wedgwood war bereits 1871 im ersten Lebensjahr verstorben.

### Offiziersausbildung, Burenkrieg und Unterhausabgeordneter

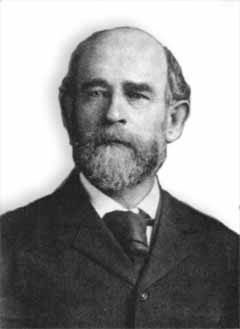
Wie viele Radikale seiner Zeit war Josiah Wedgwood stark von den Schriften des US-amerikanischen Ökonomen Henry George beeinflusst.

Josiah Clement Wedgwood begann nach dem Besuch des Clifton College eine Offiziersausbildung am Royal Naval College in Greenwich. Im Anschluss wechselte er allerdings zum Artillerieregiment The Tynemouth Artillery Volunteers und war danach von 1895 bis 1896 stellvertretender Bauingenieur auf dem Marinestützpunkt Portsmouth. Im Anschluss arbeitete er zwischen 1896 und 1900 als Marinearchitekt auf der Werft Elswick Shipyard und war zugleich Hauptmann (Captain) im Elswick Battalion. Er kam zwischen 1900 und 1901 zum Einsatz im Zweiten Burenkrieg und war nach Kriegsende in der Kolonie Transvaal zwischen 1902 und 1904 Residierender Magistrat in Ermelo, das während des Burenkrieges zerstört und in dieser Zeit wieder aufgebaut wurde.
Nach seiner Rückkehr begann Wedgwood sein politisches Engagement für die Liberal Party und wurde für diese bei der Wahl vom 12. Januar bis 10. Februar 1906 im Wahlkreis Newcastle-under-Lyme erstmals zum Mitglied des Unterhauses (House of Commons) gewählt und gehörte diesem bis zum 21. Januar 1942 an. In den folgenden Jahren unterstützte er als Abgeordneter die liberalen Regierungen der Premierminister Henry Campbell-Bannerman (1906 bis 1908) und H. H. Asquith (1908 bis 1916), übernahm in dieser Zeit jedoch kein Regierungsamt. Wie viele Radikale seiner Zeit war Josiah Wedgwood stark von den Schriften des US-amerikanischen Ökonomen Henry George beeinflusst. Nach dem Lesen von Fortschritt und Armut (Progress and Poverty) schrieb Wedgwood:
„Seit 1905 weiß ich, dass es einen Mann von Gott gibt, und sein Name ist Henry George! Ich brauchte von da an keinen anderen Glauben mehr.“
In dem Buch argumentierte George, dass die Lücke zwischen Arm und Reich nur geschlossen werden könne, wenn die verschiedenen Steuern auf Arbeit und Kapital durch eine einzige Einheitssteuer (Single Tax) auf den Bodenwert von Landbesitz ersetzt wird.

### Erster Weltkrieg und Skandal um seine Scheidung
Nach Ausbruch des Ersten Weltkrieges trat Wedgwood 1914 als Korvettenkapitän (Lieutenant Commander) in die Royal Naval Volunteer Reserve (RNVR) ein, die Freiwilligenreserve der Royal Navy, und wurde zu den Truppen der Gepanzerten Marinefahrzeugen (Royal Naval Armoured Cars) versetzt. Nach Einsätzen an der Westfront in Belgien und Frankreich wurde er zwei Mal im Kriegsbericht erwähnt (Mentioned in dispatches). Anschließend wurde er Geschützoffizier auf dem Collier SS River Clyde. Während der Schlacht von Gallipoli (19. Februar 1915 bis 9. Januar 1916) wurde er bei der Landung am Kap Helles am 25. April 1915 schwer verwundet und wegen seines Einsatzes 1915 mit dem Distinguished Service Order (DSO) ausgezeichnet.
Nach seiner Genesung wechselte Josiah Wedgwood 1916 als Major zur 2. Südafrikanischen Infanteriebrigade (2nd South African Infantry Brigade). Nach seiner Beförderung zum Oberst (Colonel) 1917 wurde er stellvertretender Leiter für Grabenkriege (Assistant Director of Trench Warfare) im Kriegsministerium (War Office). Gegen Ende des Kriegs wurde er 1918 in einer Sondermission nach Sibirien entsandt. Zu dieser Zeit verursachte er nach 24-jähriger Ehe einen Skandal durch die Scheidung von seiner Ehefrau, mit der er sieben Kinder hatte. Die Geistlichkeit seines Wahlkreises bezichtigte ihn des Ehebruchs als Grund der Scheidung. Er selbst verteidigte sich damit, dass kein Ehebruch stattgefunden hätte und die Beweise nur zusammengestellt wurden, um Englands Scheidungsgesetzen gerecht zu werden. Wedgwood wurde daraufhin kritisiert, die Gerichte absichtlich irregeführt zu haben.

### Wiederwahl ins Unterhaus, Wechsel zur Labour Party und Chancellor of the Duchy of Lancaster

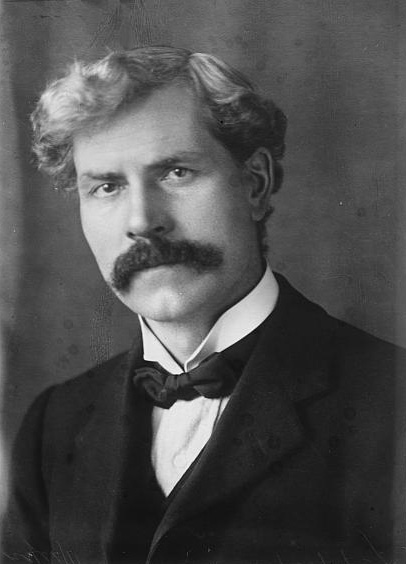
Im ersten Kabinett von Premierminister Ramsay MacDonald war Wedgwood 1924 Chancellor of the Duchy of Lancaster.

Enttäuscht über die Politik der Liberal Party trat er 1918 aus dieser aus und kandidierte stattdessen bei der Wahl am 14. Dezember 1918 als Parteiloser. Er wurde wiederum im Wahlkreis Newcastle-under-Lyme zum Mitglied des House of Commons gewählt. Ein Jahr darauf trat er 1919 der Labour Party als Mitglied bei, wo er beträchtliche Unterstützung für seine auf dem Georgismus basierenden Vorschläge für die Einheitssteuer (Single Tax) fand.
Bei der Unterhauswahl am 6. Dezember 1923 gewann die Labour Party 191 Sitze. Obwohl die Conservative Party 258 Mandate gewonnen hatte, erklärte H. H. Asquith, dessen Liberal Party als drittstärkste Kraft 158 Sitze erhalten hatte, dass seine Partei die Regierung der Conservative Party unter Premierminister Stanley Baldwin nicht weiter unterstützen wird. Asquith erklärte zu einer Regierungsbildung durch die Labour Party, dass dies „kaum unter sichereren Bedingungen versucht werden kann“ (‚it could hardly be tried under safer conditions‘). Ramsay MacDonald stimmte der Bildung einer Minderheitsregierung zu, die am 23. Januar 1924 als erste Regierung der Labour Party gebildet wurde. Allerdings war die Regierungsbildung dadurch geprägt, dass die Politiker der Labour Party über wenig oder keine Verwaltungserfahrung verfügten. Wedgwood wurde am 23. Januar 1924 zum Kanzler des Herzogtums Lancaster (Chancellor of the Duchy of Lancaster) im ersten Kabinett MacDonald berufen. Er bekleidete dieses Ministeramt bis zum Ende von MacDonalds Amtszeit am 4. November 1924. Zugleich wurde er am 23. Januar 1924 wurde er des Weiteren Mitglied des Geheimen Kronrates (Privy Council).

### Mitglied des Oberhauses, Ehe und Familie
Josiah Wedgwood, der zeitweilig auch Friedensrichter sowie Deputy Lieutenant der Grafschaft Staffordshire war, war enttäuscht, dass ihn Premierminister Ramsay MacDonald nach dem Wahlsieg der Labour Party bei der Unterhauswahl am 30. Mai 1929 nicht in dessen zweites Kabinett berufen hatte. MacDonalds Entscheidung gab Wedgwood die Freiheit, sich für seine Lieblingsanliegen einzusetzen. Neben seinem anhaltenden Glauben an die Einheitssteuer war Wedgwood ein starker Befürworter der indischen Selbstverwaltung und der Ansicht, dass die Deutschen durch den Friedensvertrag von Versailles zu hart behandelt worden waren. Wedgwood war ein früher Kritiker Adolf Hitlers und plädierte für Gesetzesänderungen, die es den vor dem Faschismus flüchtenden Deutschen ermöglichen würden, sich in Großbritannien niederzulassen. Er war auch Vorsitzender des Komitees für deutsche Flüchtlinge (German Refugee Hospitality Committee). 1929 begann Wedgwood, eine Geschichte des Parlaments zu schreiben, die die Biografien aller Personen enthielt, die im Unterhaus saßen. Es gelang ihm, zwei Bände zu schreiben, aber er fand nicht die Zeit, die für die Fertigstellung des Projekts benötigt wurde. Er war ferner zwischen 1930 und 1932 Bürgermeister von Newcastle-under-Lyme.
Wedgwood war enttäuscht von dem, was er in der Politik erreicht hatte. Gegen Ende seiner Karriere schrieb er: „Ich war überall, habe alles gesehen, jeden gekannt, alles getan – aber nichts erreicht.“ (‚I have been everywhere, seen everything, known everybody, done everything – but achieved nothing.‘) Nachdem er am 21. Januar 1942 sein Mandat im Unterhaus niedergelegt hatte, wurde er durch ein Letters Patent vom 21. Januar 1942 als 1. Baron Wedgwood, of Barlaston, in the County of Stafford, in den erblichen Adelsstand (Hereditary Peerage) der Peerage of the United Kingdom erhoben und gehörte dadurch bis zu seinem Tode am 26. Juli 1943 dem Oberhaus (House of Lords) als Mitglied an.
Josiah Wedgwood war zwei Mal verheiratet. In erster Ehe heiratete er am 3. Juli 1894 seine Cousine ersten Grades Ethel Kate Bowen, Tochter von Lordrichter Charles Synge Christopher Bowen, Baron Bowen of Colwood und Emily Frances Rendel. Aus dieser 1919 geschiedenen Ehe zwei Söhne und fünf Töchter hervor, darunter sein ältester Sohn Francis Charles Bowen Wedgwood, der nach seinem Tode 1943 den Titel als 2. Baron Wedgwood erbte. Eine seiner fünf Töchter war die Anthropologin Camilla Wedgwood, die zu den Ethnien der Pazifikregion forschte. Kurz nach seiner Scheidung heiratete er am 25. Juni 1919 in zweiter Ehe Fletcher Ethel Willett.

## Veröffentlichungen
Neben seiner militärischen und politischen Laufbahn verfasste Josiah Clement Wedgwood zahlreiche Bücher zu historischen und politischen Themen. Zu seinen Werken gehören:
- A history of the Wedgwood family, 1908
- Henry George for socialists, 1909
- Staffordshire pottery and its history, 1913
- The road to freedom and what lies beyond, 1913
- Harcourt of Ellenhall, 1914
- Staffordshire parliamentary history from the earliest times to the present day (1213–1841), 1919
- The future of the Indo-British commonwealth, 1921
- Essays and adventures of a labour M. P., 1924
- The land question, 1925
- Palestine, 1926
- The seventh dominion, 1928
- History of Parliament, 1936
- Biographies of members of the Commons House 1439–1509, 1936
- Forever freedom, 1940
- Memoirs of a fighting life, 1940
- Testament to democracy, 1942

posthum
- Ṿedgvud el ha-Yehudim, 1946
- Staffordshire pottery, 1947

in deutscher Sprache
- Jüdischer Weltkongress – Bollwerk jüdischer Verteidigung, in: Jüdische Revue, 1938, Nr. 6, S. 338